# 深圳公交69路
深圳公交69路，是从银湖度假村总站来往长岭东公交场站的干线公交，由深圳巴士集团股份有限公司銀湖车队运营。

## 线路简介
- 69路由原小巴线405路和409路于2006年合并而成。
- 深圳公交69路原属深圳巴士集团鹏翔客运分公司营运，后于2009年6月改由深圳巴士集团股份有限公司公共汽车分公司营运。
- 69路从银湖度假村总站开往长岭东公交场站，全长23.28公里，配车26台（截止至2014年1月26日），车型为比亞迪客車CK6100LGEV2、CK6120LGEV1；单程行驶时间约为69分钟。是唯一一条开上银湖山的公交线路。
- 服务时间：06:30--22:00
- 发车间隔：6-10分钟一班（平峰期）4-5分钟一班（高峰期）

## 途经站点
- 往长岭东公交场站方向：银湖度假村 - 银湖宿舍 - 齐明别墅 - 金湖山庄 - 银湖综合楼 - 金湖花园 - 泥岗村北 - 金湖路东 - 红岗西村 - 笋岗艺展中心 - 梅园路(1) - 笋岗街道办 - 宝岗路 - 笋岗文具批发市场 - 桂园中学 - 笋岗桥 - 深圳中学 - 晒布路 - 金城大厦(2) - 丽都酒店(2) - 罗湖医院 - 春风院区 - 文锦中学 - 文锦南路 - 冶金大厦 - 黄贝岭地铁站(3) - 古玩城 - 新秀小学 - 罗芳新秀路口 - 罗芳南路 - 罗芳三岔河 - 罗芳水质净化厂 - 罗芳村牌坊 - 安芳小学 - 罗湖党校 - 延芳路口 - 莲塘口岸(1) - 聚宝路口 - 莲塘 - 长岭 - 长岭东公交场站

- 往银湖度假村总站方向：长岭东公交场站 - 长岭沟 - 罗湖公安分局 - 莲塘(1) - 聚宝路口 - 仙湖路口 - 莲塘口岸(1) - 延芳路口 - 罗湖党校 - 安芳小学 - 罗芳村牌坊 - 罗芳水质净化厂 - 罗芳三岔河 - 罗芳南路 - 罗芳新秀路口 - 新秀小学 - 古玩城 - 黄贝岭地铁站(2) - 冶金大厦 - 文锦南路 - 文锦中学 - 罗湖医院 - 春风院区 -  丽都酒店(2) - 金城大厦(2) - 东门(5) - 儿童公园(1) - 笋岗桥 - 桂园中学 - 笋岗文具批发市场 - 宝岗路 - 笋岗街道办 - 梅园路(1) - 笋岗艺展中心 - 红岭泥岗立交 - 红岗西村 - 金湖路东 - 泥岗村北 - 金湖花园南门 - 金湖花园 - 银湖综合楼 - 金湖山庄 - 银湖宿舍 - 齐明别墅 - 银湖牌坊 - 银湖度假村总站

## 资料来源
1. ↑  . news.sznews.com.   [2018-02-11]. （原始内容存档于2017-12-16）.
2. ↑  网易. . news.163.com.   [2018-02-11]. （原始内容存档于2018-02-11）.